# Amblysomus marleyi
Amblysomus marleyi là một loài động vật có vú trong họ Chrysochloridae, bộ Afrosoricida. Loài này được Roberts mô tả năm 1931.